# Huch'uy Qusqu

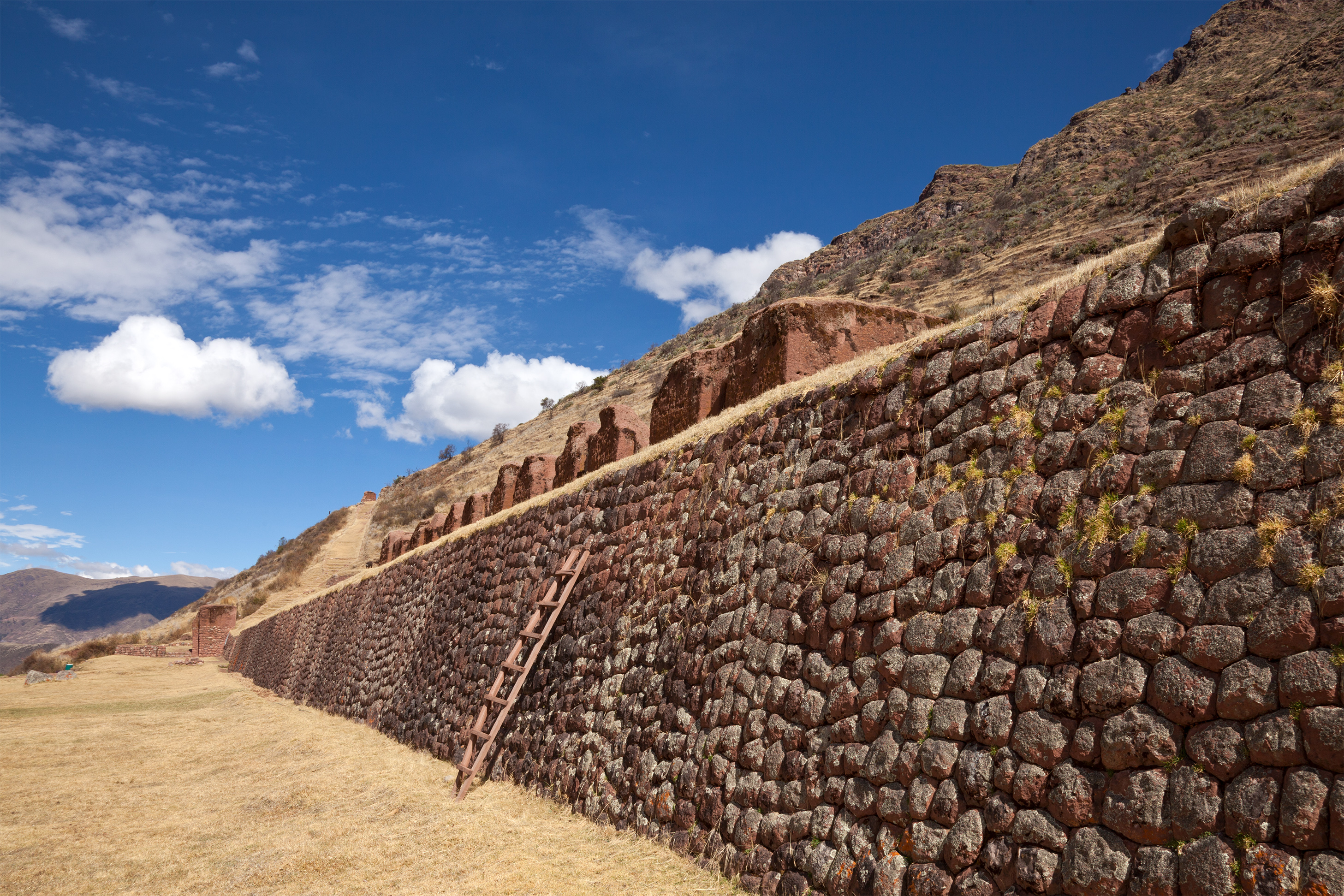
Muros de las terrazas de Huchuy Qosqo.

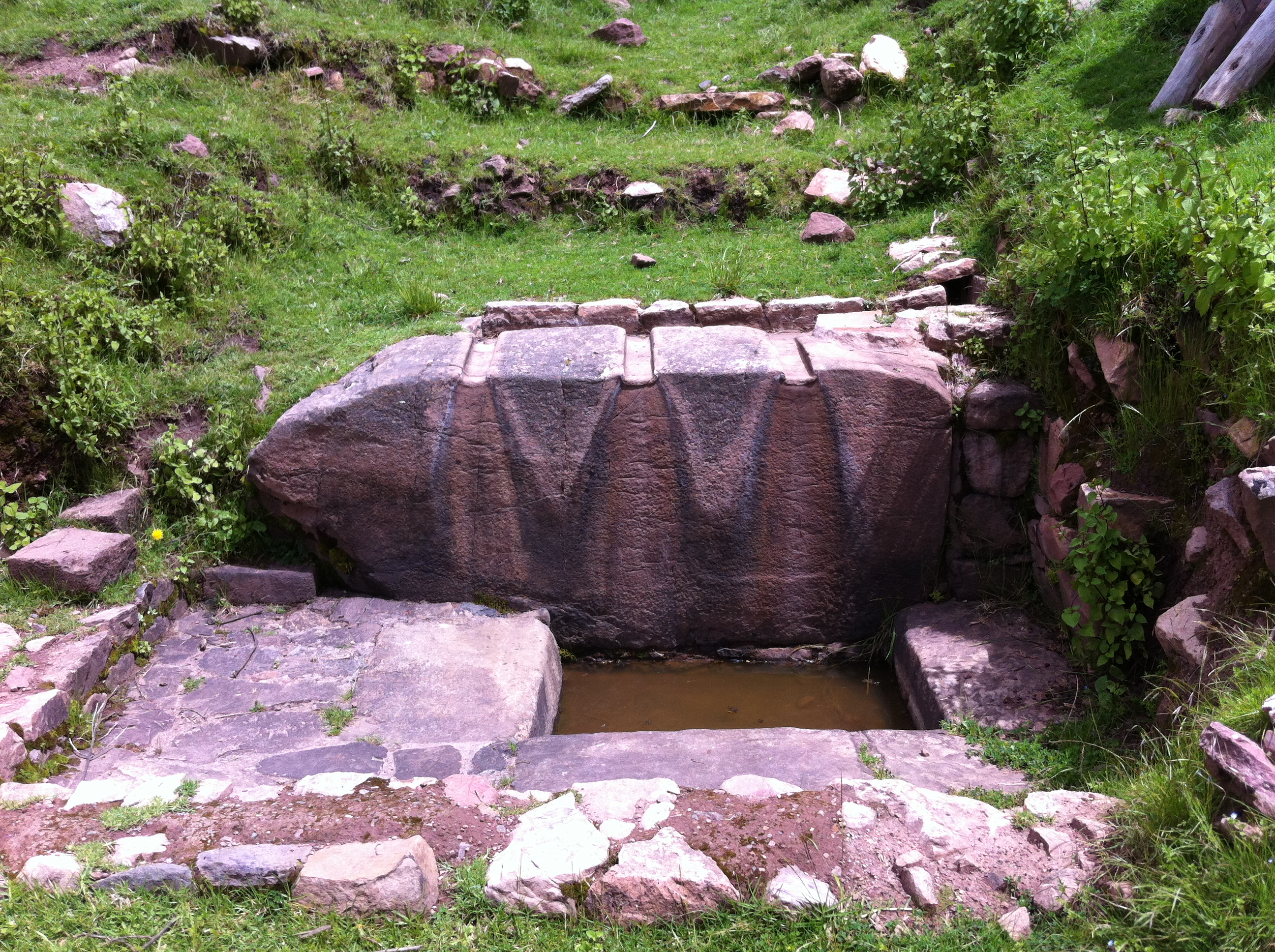
Fuente ceremonial del sitio.

Huch'uy Qusqo (en quechua sureño: "Pequeño Cusco") también llamado Júchuy Cusco, es un sitio arqueológico a 50 km al norte de la ciudad del Cuzco, en el Perú. Se encuentra a 3600 m s. n. m., por encima del pueblo de Lamay, en el distrito y la provincia de Calca, en el Valle Sagrado de los Incas.
El sitio recibió su nombre en el siglo XX; anteriormente había sido conocido como Kakya Qawani. Pedro Cieza de León, en su Segunda crónica del Perú, afirmó que los palacios fueron construidos por Viracocha, octavo Inca gobernante. Entre un gran número de edificios, algunos de piedra, algunos de adobe, es una kallanka (gran sala) de 40 m de largo. El suministro de agua es un canal de riego construida Inca, llena de piedras de unos 800 metros.
Huchuy Qusqu fue probablemente establecido como una hacienda real por el Emperador Inca Viracocha alrededor de 1420 d. C.
Los españoles tomaron el control de Kakya Qawani en el año 1500, después de la Revolución de Inca Manco (aprox. 1540) y se utiliza el sitio como una granja. Los pobladores construyeron varios embalses pequeños para el riego. Durante su tiempo en Huch'uy Qusqo, los españoles demolieron algunas otras estructuras incas para construir el embalse más grande que se ve hoy en día.
Por debajo de la principal sitio de Huch'uy Qusqu está la casa de la tienda recientemente restaurada para la carne y cultivos como el maíz, la papa, la quinua y frijoles secos. En esta estructura de dos pisos, se puede ver el sistema de almacenamiento de refrigeración histórico conocido como 'conjeras'.

## Estado Real
El asentamiento en la ruina arqueológica en Huchuy Qusqo se remonta a entre 1000 y 1400 d. C. A principios de los años 1400, según el cronista español Pedro Cieza de León, se convirtió en una propiedad real de la semimítica Viracocha (c. 1410-1438), el octavo gobernante inca.
El Imperio Inca no impuso como práctica común los ingresos o la producción de sus ciudadanos, sino que más bien controló la tierra y el trabajo. Así, los líderes incas adquirieron grandes propiedades reales para aumentar su poder y riqueza y la de sus descendientes que heredaron las propiedades. Las propiedades reales sirvieron también como elegantes palacios rurales y, a veces, fortalezas para defenderse de sus rivales por el poder. Así, el nombre Huchuy Qosqo, "Pequeño Cusco", para una propiedad real o centro gubernamental modelado en la capital inca.
Para construir, operar y mantener su patrimonio, Viracocha y sus descendientes requerían un gran número de trabajadores. Los ciudadanos del imperio inca estaban obligados, bajo el sistema mit'a, a contribuir con mano de obra al Imperio, en lugar de pagar impuestos sobre su riqueza o producción. La mano de obra mit'a impresionada se encontró probablemente entre los grupos étnicos cercanos, aunque se podrían importar especialistas y artesanos.
Otra política inca, la de mitma, probablemente se usó para recolectar mano de obra para la herencia real. Los mitmaqkuna eran familias o grupos étnicos enteros que se trasladaron a nuevas tierras en el imperio o se establecieron en enclaves entre los primeros habitantes de un área. El propósito era distribuir ampliamente los diferentes grupos étnicos, separando así a los posibles alborotadores y reduciendo la posibilidad de resistencia organizada a los incas. Se desalentó a los mitmaqkuna de mezclarse con grupos étnicos locales. Una tercera fuente de trabajo para la finca fueron los yanakunas, los sirvientes permanentes de los incas. Los Yanakuna a menudo alcanzaron altos cargos en el Imperio, y como el mitma fueron gobernados directamente por los incas. Todavía una cuarta fuente de trabajo para los estados reales era aqllakuna, mujeres secuestradas que vivían juntas y producían textiles, una fuente importante de riqueza inca, y chicha, la bebida fermentada que se consume en las fiestas. Los allakuna solían casarse con hombres honrados por su servicio al Imperio.
Estas cuatro fuentes proporcionaron el trabajo y la experiencia para la gestión de una finca real que podría controlar miles de acres de tierras agrícolas y de pastoreo, minas, fábricas textiles y otros recursos y emplear a miles de personas. Las fuentes españolas del siglo XVI identifican más de 40 grupos étnicos encontrados en un área del Valle Sagrado, una indicación del grado de reasentamiento y la interrupción de la población emprendida por los incas durante su reinado.

## El sitio arqueológico
Entre una gran cantidad de edificios, algunos de piedra, algunos de adobe, son un kallanka (gran salón), de 40 m de largo. El suministro de agua al sitio es un canal de irrigación construido por los incas, forrado con piedras durante unos 800 m.
Muralla inca y terraza agrícola (andén). Los españoles tomaron el control de Huchuy Qosqo en la década de 1500, después de la Revolución Inca de Manco (aproximadamente 1540) y utilizaron el sitio como una granja. Los incas habían construido varios pequeños embalses para riego. Durante su estadía en Huchuy Qosqo, los españoles demolieron algunas otras estructuras incas para construir el reservorio más grande que se ve hoy.
Debajo del sitio principal de Huchuy Qosqo se encuentran las tiendas qolqas recientemente restauradas para carnes secas y cultivos como maíz, papas, quinoa y frijoles. En esta estructura de dos pisos, puede ver el histórico sistema de almacenamiento de refrigeración conocido como "conjeras".
Este sitio es inaccesible por una vía pública y solo se puede acceder a pie o a caballo. Los dos principales puntos de acceso a pie son desde Lamay: 3 horas hasta una serie de curvas pronunciadas, o desde Tauca, alrededor de 4 a 6 horas a pie. El primer tercio de la caminata aumenta constantemente hasta un paso a 4400 m, luego en su mayoría Descenso, y visitando otras ruinas. La ruta de 2 días de Tauca a Lamay se describe en "Explorando el Cusco" de Peter Frost. Varios grupos turísticos también realizan caminatas de dos días o excursiones a caballo a Huchuy Qosqo.